# Солодушинское сельское поселение
Солоду́шинское се́льское поселе́ние — муниципальное образование в составе Николаевского района Волгоградской области.
Административный центр — село Солодушино.

## История
Солодушинское сельское поселение образовано 14 февраля 2005 года в соответствии с Законом Волгоградской области № 1005-ОД.

## Население
| 2010  | 2012  | 2013  | 2014  | 2015  | 2016  | 2017  |
| ----- | ----- | ----- | ----- | ----- | ----- | ----- |
| 1588  | ↘1561 | ↘1552 | ↘1537 | ↗1547 | ↘1512 | ↘1502 |
| 2018  | 2019  | 2020  | 2021  |       |       |       |
| ↘1463 | ↗1516 | ↘1402 | ↘1401 |       |       |       |

## Состав сельского поселения
| № | Населённый пункт | Тип населённого пункта       | Население |
| - | ---------------- | ---------------------------- | --------- |
| 1 | Солодушино       | село, административный центр | ↘1401     |